# 寺島本町
寺島本町（てらしまほんちょう）は、徳島県徳島市の地名である。
内町地区の中央、徳島駅前を占める。現在の町名では寺島本町西 (1～2) と寺島本町東 (1～3) に分かれている。
合わせて寺島と通称されるが、「本町」というとおり寺島本町はその一部であり、本来の寺島は新町川岸の藍場町・南内町まで広がる。

## 統計
2011年5月1日。徳島市の調査より。
|            | 世帯数 | 人口 |
| ---------- | ------ | ---- |
| 寺島本町西 | 077    | 151  |
| 寺島本町東 | 109    | 234  |
| 計         | 186    | 386  |

## 歴史
古くはこの付近一帯を寺島と呼び、鎌倉時代からの史料に見られる。新町川と寺島川（現在のJR沿いにあった廃河川）に囲まれた中洲が寺島である。その中心は中町（現 八百屋町2丁目付近）と呼ばれた。
江戸時代初頭、徳島城下町建設時に、勝瑞や蜂須賀氏旧領の尾張から諸寺が集められた。諸寺は元和・寛永期に眉山山麓の寺町に移され、寺島には武家町が生まれた。当時、現在の寺島本町は寺島本丁と書いた。
明治になると、寺島北部の武家町が寺島町と呼ばれるようになった（寺島南部には町人町もあった）。1888年、市制施行された徳島市の町名として寺島町が置かれ、
- 寺島本町北 - 現 寺島本町西・寺島本町東。
- 寺島本町南 - 現 寺島本町東の南部。
- 稲田屋敷跡 - 現 幸町1丁目。
- 賀島屋敷跡 - 現 幸町2丁目（市役所周辺）。
- 船場町東 - 現 寺島本町西1丁目から藍場町1丁目にかけての境界付近（アミコビル西部周辺）。東船場町とは異なる。
- 藍場町

の6字からなった（現在の地名との対応はおおよそ）。寺島本町北・南がほぼ現在の寺島本町西・東にあたる。
1941年、寺島本町西 (1～3、現在は1～2)・寺島本町東 (1～3)・元町 (1～2)・藍場町 (1～3、現在は1～2)・幸町 (1～2、3は除く) に分割された。

## 寺島の名を冠する施設等
- 寺島川 - 寺島と徳島の間を流れる廃河川・水路。
- 寺島公園 - 寺島川旧河道にある公園。所在地は中洲町1丁目で、牟岐線よりは徳島側に位置する。
- 寺島城 - 徳島城の一部となった城。寺島ではなく徳島（現 徳島町城内）にあった。
- 寺島古町 - 現在の一番町。寺島本町東の南に隣接する。